# Ur Cool
«Ur Cool» es el primer sencillo de la cantante finlandesa Sara Forsberg (Saara) de su aún sin título álbum debut. Fue lanzado el 21 de abril de 2015 mediante Capitol Records, mientras que su “lyric video” fue lanzado el mismo día. Tras su lanzamiento, el sencillo alcanzó el número uno en el iTunes de singles finlandeses y la lista Spotify Top 50.

## Contexto
Después de publicar el video viral "What Languages Sound Like To Foreigners", Saara atrajo a un gran grupo de fanes, acumulando más de 300 000 suscriptores en su canal. Más tarde se publicó un video titulado "Una sola chica, 14 Géneros", que mostró sus habilidades musicales. Este video atrajo discográficas, con su eventual firma de Capitol Records, el sello discográfico que ha producido cantantes como Katy Perry y Sam Smith. A continuación, comenzó a trabajar en su álbum debut, con "Ur Cool" siendo su primer sencillo.

## Composición
"Ur Cool" es una canción pop que incorpora elementos de bubblegum pop y hip hop y tiene una duración de un total de 02:59. Fue escrita por Joelle Hadjia, Ronald "Jukebox" Jackson, Armonía Smith, y Carmen Reece, y producido por Jackson. La canción samplea un clip viral de Vine por Elliot Smith.

## Video musical
El video oficial de la canción fue lanzado en mayo de 2015.

### Lyric video
El lyric video oficial de la canción fue lanzado el 21 de abril de 2015 mediante el canal de VEVO de Saara . Fue dirigido por Brainbrow y producido por Targa Sahyoun y Lark Content. Muestra a Saara interpretando la canción en diversos orígenes, que representa lugares como Egipto, Hollywood, París, México y Finlandia, el país natal de Saara, con subtítulos de la lengua que se habla en estos lugares, siendo esta una clara referencia a su video viral “What languages sound like to foreigners”
.

## Posicionamiento

### Semanal
| Listas (2015)   | Posiciones |
| --------------- | ---------- |
| Finlandia (OFC) | 10         |